# 山内健司 (お笑い芸人)
山内 健司（やまうち けんじ、1981年〈昭和56年〉1月17日 - ）は、日本のお笑いタレント。お笑いコンビかまいたちのボケ、ネタ作成担当。立ち位置は向かって左。相方は濱家隆一。
島根県松江市出身。吉本興業所属。

## 来歴
松江市立本庄小学校、松江市立本庄中学校、島根県立松江東高等学校、奈良教育大学卒業。中学校（社会）・高等学校教諭一種免許状（地理歴史）保有。
2017年2月22日、一般人女性と結婚したことを報告した。
2018年6月26日、第一子となる長男が誕生した。
2021年、広瀬香美のアルバム『歌ってみた 歌われてみた』の収録曲、「Lonely Boy〜遠い記憶の中で〜（スーパースタッカート Ver.）」の作詞を手掛けた。
2021年2月26日、右肩手術を受けた。2年間右肩の不調に悩まされていたところに、同学年でボクシングの長谷川穂積より病院を紹介され、「腱がバッサリ切れている」ことがわかり、「よく腕上がりますね」と言われた。手術は成功したが、手術予定日直前に生配信で瓦割りをしていた所を主治医に見られ、咎められたと話している。
2021年10月2日放送の「キングオブコント2021」の決勝では審査員を務め、以降の大会でも審査員を務めている。同年11月26日、第二子が誕生

## 人物
身長168cm、体重63kg、血液型B型。既婚。

### スポーツ
サッカーやフットサル未経験でありながら、2023年11月放送の「火曜は全力!華大さんと千鳥くん」（関西テレビ）で、強豪女子フットサルチームと対戦する企画へ参加した際には、ドリブルで相手守備陣を翻弄して得点を決めた。またアウトサイドでのシュートなど計5得点を決めた。その躍動ぶりは「未経験なわけが無い」などとネットや周りの芸人に疑いをかけられてしまう程であった。山内はサッカー観戦は好きで、普段からヨーロッパの試合の動画を見ていたので、自分ならどのように動くかというイメージはできていたという。 自身の公式SNSで「この日の俺は久保だった」とプレーを振り返った。親交があるその久保建英本人にも動画を送り、「想像の10倍上手いです」とメッセージが来たことも明かしている。

### 家族
両親は共働きで、何不自由ない暮らしをしていた。このうち父親は元教員であり、2020年時点では地元の本庄公民館（松江市本庄）の館長を務めていた。
実弟の剛はコンビニエンスストア・ファミリーマートに勤務し、島根県の松江学園南店の店長を務めているが、特殊詐欺を何度も未然に防いでいるとして、2024年12月2日時点で島根県警察から延べ6度も表彰されている。同年12月2日、島根・松江署の一日警察署長に就任、特殊詐欺被害を数多く防いだ実績から「阻止の匠」にも任命された。阻止の匠として島根大学で講演も行い、それをかまいたちから「なんで講演俺らより先やねん」と弄られることも多い。2025年4月30日には、警察庁の特別防犯対策監を務める俳優の杉良太郎から表彰を受けた。表彰状は島根県警の丸山本部長を介して授与され、丸山本部長によれば対策監が個人を表彰することは初めてだという。この表彰に先立ち、同年3月に杉が剛が勤務するコンビニを訪れ面会し、表彰する意向を伝えていた。またSNS型ロマンス詐欺の被害を防止したことで、対策監表彰の同日に松江警察署長から10回目となる署長感謝状が授与された。

### 学生時代
中学時代のクラス担任から「将来、絶対大物になる」と繰り返し言われていた。松江市立本庄中学校では生徒会長を務めており、卒業式の進行で校長先生と意見が合わず、直接交渉に行くなどしていた。中学時代は野球部（センター）、高校時代は剣道部に所属し、主将を務めた。
大学時代は、教員になるか芸人になるか迷っていたが、教育実習の時に教員には向いてないと感じ、NSCへの入学を決めた。NSC入学当初は地元の友人と「エルゴノ」というコンビで活動していた。真面目に授業に通っていたが、成績順で一番下のCクラスのままで、一度も上のクラスに上がれなかった。山内はその理由を、「先生がやったらダメだと言うことを全部やって、嫌われてたから」と、話している。卒業時に濱家と連絡先を交換し、後に現在のコンビ・かまいたちを組むことになる。山内のピンネタを見て、面白いと感じた濱家の方から誘った形である。しかし当時の山内が「圧倒的にきしょかった」という理由で、同期の芸人は「山内と組むのはやめろ！」と、ウラで濱家を説得していた。
芸人になることについて山内の父親は反対もせず、「ダメなら戻ってくればいい」と、仕送り等の応援をしていた。「3年以内に結果が出なければ地元の島根に帰ろう」と決めており、期限内の2007年に「第28回ABCお笑い新人グランプリ」最優秀新人賞（当時は「鎌鼬」）を獲得。芸人を続けていく決意を固めた。

### 性格
非常に論理的な思考で、漫才のネタにも活かされている。それとは正反対に、運気やスピリチュアルを重視する傾向がある。プライベートではほとんど話さない。両手にマスかけ線があり、強運の持ち主と島田秀平に言われている。
『NMBとまなぶくん』でも共演していた渋谷凪咲が推しメンであり、東京進出後も、渋谷とは共にレギュラー番組をしていたりと多く共演している。
テレビ朝日のアナウンサーでもある弘中綾香のファン。
浜崎あゆみの熱烈な大ファンでもあり、連絡先やプレゼントを交換する程親交がある。
趣味は将棋ゲームや競馬、麻雀、ヴィンテージTシャツ収集、スニーカー収集。飼い猫専用のInstagram（基本的に妻管理）とYouTubeチャンネルを持つ程の猫好きではあるが、2020年に出演した『ザ!世界仰天ニュース』（日本テレビ）にて、アレルギー特集の一環として、出演者全員でアレルギー検査を受けた所、猫アレルギーであることが判明した。以降は猫の抜け毛対策やこまめに掃除するなど、アレルギー対策に最大限配慮しながら飼い続けている。東京進出後は猫と共に犬も飼っている。

### 競馬
シルクホースクラブの会員となっており、一口馬主として2024年GIII小倉大賞典の勝ち馬エピファニーに出資している。

## 出演

### テレビ
現在のレギュラー
- 川島・山内のマンガ沼（読売テレビ、2021年1月9日 - ）

過去のレギュラー
- うまンchu（関西テレビ、2012年1月 - 2018年3月）

特番
- ABCお笑いグランプリ（ABCテレビ、2021年 - ） - 審査員
- キングオブコント（TBSテレビ、2021年 - ） - 審査員
- 笑って年越したい!!笑う大晦日（日本テレビ、2021年12月31日） - カウントダウンMC
- バカリ山内の笑にもすがる（関西テレビ、2022年11月26日・2023年6月20日） - MC
- カンサイ・コント・ナイト（NHK総合〈関西ローカル〉、2023年8月28日） - MC[34]
- M-1グランプリ（テレビ朝日、2024年） - 審査員
- 飛び出せ!ユリイカ〜天才が大発見!生活の新ワザ〜（TBS、2025年3月16日）- MC[35]

### インターネット配信
- HITOSHI MATSUMOTO presents ドキュメンタル シーズン5（Amazon Prime Video、2018年）
- トークサバイバー!ラスト・オブ・ラフ（Netflix、2024年9月3日配信予定）[36]

### テレビドラマ
- ほんとにあった怖い話 25周年スペシャル「真夜中のチャイム」（フジテレビ、2024年8月17日） - 主演・宮内志郎 役[37]

### 映画
- YOSHIMOTO DIRECTOR'S 100 〜100人が映画撮りました〜「愛2007」（2007年11月10日公開）
- 指輪をはめたい （2011年11月19日公開、ギャガ+キノフィルムズ） - 紺部豊 役

### 吹き替え
- バズ・ライトイヤー（2022年7月1日公開、ウォルト・ディズニー・ジャパン） - ソックス 役[38]

### ラジオ
- かまいたちのヘイ!タクシー!（TBSラジオ、2018年4月4日 - ）

### CM
- 丸亀製麺（2018年）

## 作品

### 歌唱参加
- 5uppers「それぞれのストーリー」（2012年3月14日、よしもとアール・アンド・シー）

### 作詞
- 広瀬香美「Lonely Boy〜遠い記憶の中で〜（スーパースタッカート Ver.）」、アルバム『歌ってみた 歌われてみた』[39]（2021年1月27日、ビクターエンタテイメント）収録

### 書籍
- 『寝苦しい夜の猫』扶桑社、2020年12月22日。ISBN 978-4-5940-8679-4。 - 自伝的エッセイ[40]
- 『ねこうちさん 猫と山内と時々犬』サイゾー、2022年8月8日。ISBN 978-4-86625-159-2。